# Stimmt’s?
Stimmt’s? ist eine seit 1997 existierende Kolumne des Wissenschaftsjournalisten Christoph Drösser in der deutschen Wochenzeitung Die Zeit.

## Themen
In dieser Kolumne wird der Wahrheitsgehalt von Alltagsweisheiten überprüft, von der Existenz einer Ewigkeitsglühbirne über die Giftigkeit von Nikotin bis zu Fragen wie „Ist das weiße Zeug an der Mandarine (Mesokarp) schädlich?“ Inzwischen gibt es mehrere Bücher und Tonträger mit den gesammelten Artikeln. Zudem ist die Kolumne wochentäglich in der Sendung Der schöne Morgen von radioeins zu hören, von 2008 bis 2015 war sie auch Teil des NDR 2 Morgen auf NDR 2. Bis Ende Juni 2022 waren es über 1220 Folgen und damit die am längsten laufende Zeitungskolumne eines einzelnen Autors in Deutschland.

## Buchausgaben
Einzelbände
Alle Bände mit Illustrationen von Rattelschneck.
- Stimmt’s? – moderne Legenden im Test. Rowohlt, Reinbek 1998, ISBN 3-499-60728-X.
- Stimmt’s? – noch mehr moderne Legenden im Test. Rowohlt, Reinbek 2000, ISBN 3-499-60933-9.
- Stimmt’s? – neue moderne Legenden im Test. Rowohlt, Reinbek 2002, ISBN 3-499-61489-8.
- Stimmt’s? – moderne Legenden im Test. Folge 4. Rowohlt, Reinbek 2005, ISBN 978-3-499-62064-5.
- Stimmt’s? – moderne Legenden im Test. Folge 5. Rowohlt, Reinbek 2007, ISBN 978-3-499-62310-3.

Sammelausgaben
- Stimmt’s? Alle modernen Legenden im Test. Mit Illustrationen von Rattelschneck. Rowohlt, Reinbek 2003, ISBN 3-499-61626-2.
- Wenn die Röcke kürzer werden, wächst die Wirtschaft. Die besten modernen Legenden. Rowohlt, Reinbek 2008; ISBN 978-3-499-62374-5.
- Stimmt’s? Das große Buch der modernen Legenden. Rowohlt, Reinbek 2010, ISBN 3-499-62628-4.

Kindersachbuch 
- Stimmt’s? – freche Fragen, Lügen und Legenden für clevere Kids. Rowohlt, Reinbek 2001, ISBN 3-499-21163-7; ebd. 2004, ISBN 3-499-21310-9.

## Vertonung
- Stimmt’s? Freche Fragen, Lügen und Legenden für clevere Kids. Ab 7 Jahren. Sprecher: Thor W. Müller. Aktive Musik Verlags-Gesellschaft, Dortmund 2006.
- Unglaublich! Aber wahr? ISBN 3-89353-123-8.
- Irren ist menschlich. ISBN 3-89353-130-0.
- Donner und Geistesblitze. ISBN 3-89353-136-X.